# Gare de Couillet
La gare de Couillet (anciennement Couillet-Centre) est une gare ferroviaire belge de la ligne 130, de Namur à Charleroi, située à Couillet, section de la ville de Charleroi, dans la province de Hainaut.
La gare de Couillet-Montignies est ouverte en 1859 et celle de Couillet-Centre en 1883. La gare de Montignies est fermée en 1977 pour laisser la place à la halte de Couillet sur le site de l'ancienne gare de Couillet-Centre. Les bâtiments des deux gares historiques sont détruits en 1979 et en 1982
C'est une halte voyageurs de la Société nationale des chemins de fer belges (SNCB) desservie par des trains Suburbains (S61) .

## Situation ferroviaire
Établie à 104 mètres d'altitude, la gare de Couillet est située au point kilométrique (PK) 34,062 de la ligne 130, de Namur à Charleroi, entre les gares ouvertes de Châtelet et de Charleroi-Central.
Ancienne gare de bifurcation, elle était également l'origine de la ligne 133, de Couillet à Jamioulx (fermée et déposée).

## Histoire

### Gare de Couillet-Montignies
La station de Couillet-Montignies est mise en service le 5 janvier 1859 sur la ligne de Braine-le-Comte à Namur en service depuis 1843.
En 1862, elle est ouverte aux voyageurs et aux bagages. Le 17 août 1863, l'État et la compagnie de l'Est-belge signent un accord pour l'établissement d'un embranchement qui reliera la gare de Châtelet aux usines de Montigny et Couillet en étant indépendant de la ligne de l'État. En 1866, c'est une gare ouverte aux voyageurs et aux marchandises. La gare qui appartient à l'État est aussi utilisée par l'Est-belge qui paie pour cet usage une redevance annuelle.
En 1884, la gare est appelée simplement Couillet. En 1896, c'est une gare ouverte à tous les transports gérée en commun par l'État et le Grand Central Belge. Le 1er mai 1910, elle est renommée Couillet-Montignies lorsque la gare de Montignies-Formation lui est rattachée.

La gare de Couillet-Montignies dans les années 1900
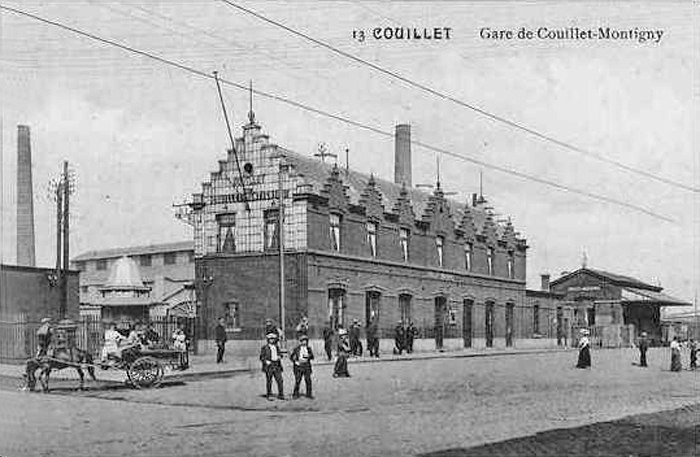
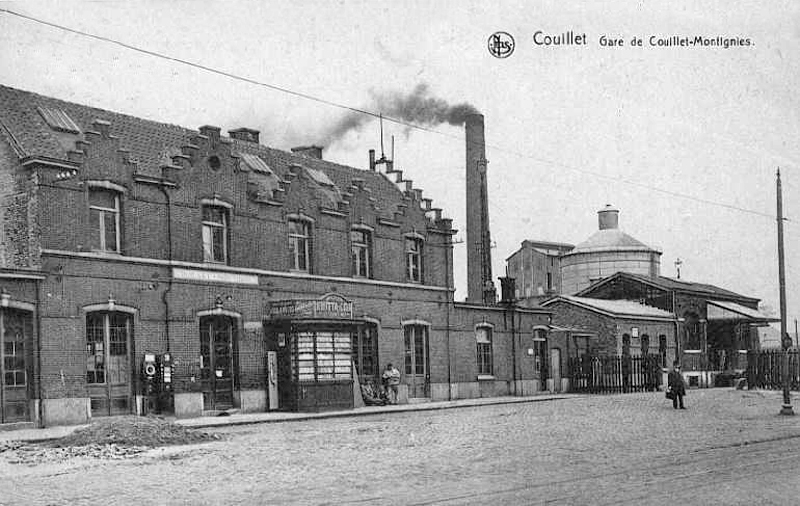

La gare est fermée le 22 mai 1977, pour laisser la place à la nouvelle halte de Couillet aménagée sur le site de l'ancienne gare de Couillet-Centre. Les bâtiments sont détruits en octobre 1982.

### Gare de Couillet-Centre
Le point d'arrêt de Couillet-Centre est ouvert le 4 mars 1883, il est situé à moins d'un kilomètre de la gare de Couillet-Montignies qui le gère. En 1903, c'est un arrêt ouvert aux passagers, aux bagages et aux marchandises. L'agrandissement de la gare de triage s'accompagne d'un relèvement des voies et de la création d'un nouveau raccord ainsi que d'un nouveau bâtiment des recettes.
Elle devient une station à part entière ; son bâtiment est inauguré en 1904.

La gare de Couillet-Centre dans les années 1900
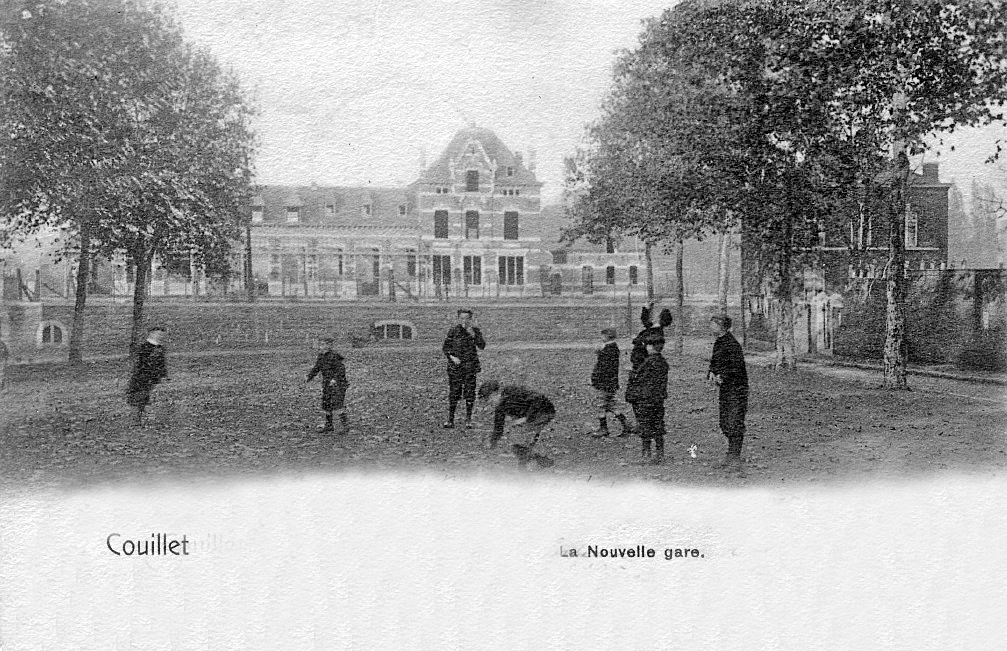
En construction (1902).
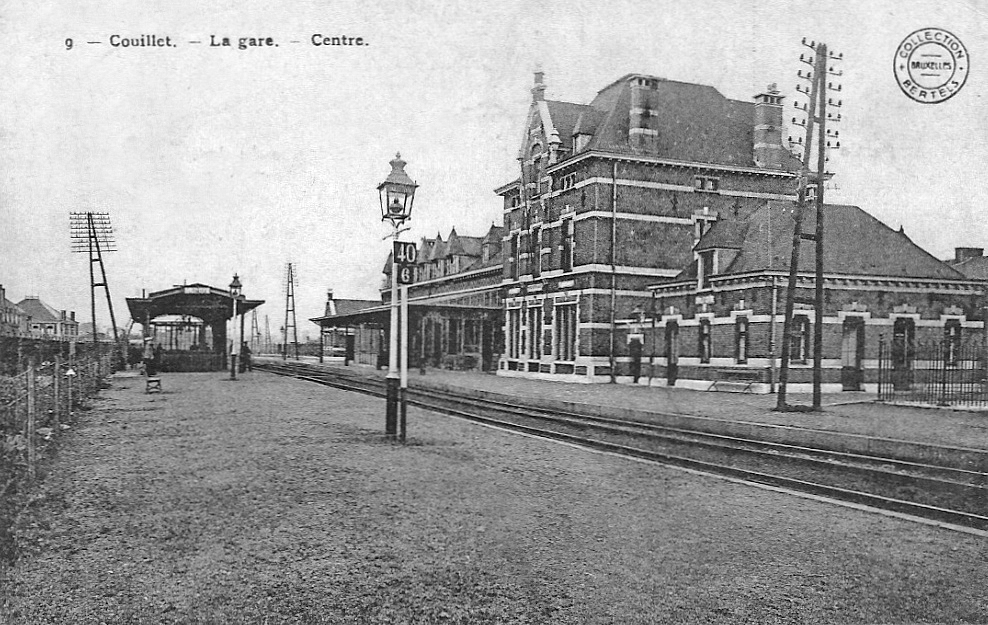
En service.

Un décret du 23 février 1976 prévoit la mise à quatre voies de la ligne entre Charleroi-Sud et Montignies-formation à condition qu'il n'y ait plus qu'une gare à Couillet. Un passage souterrain sous les voies est construit, qui permet de conserver une relation entre la rue de l'Église et la rue du Village. Il est mis en service le 25 mai 1977.
Le bâtiment est détruit en 1978.

### Halte de Couillet
En 1972, le trafic important de la ligne et l'entrée de la gare de Charleroi-Sud nécessite une mise à niveau de l'infrastructure. Il est notamment prévu un passage à quatre voies de la ligne 130, entre Charleroi-Sud et Montignies-formation. Deux ou trois voies serviront au trafic voyageurs et la quatrième permettra le lien entre tous les raccordements et la gare de Châtelets. En ce qui concerne Couillet il est prévu la suppression des gares de Couillet-Montignies et Couillet-Centre et la construction d'une nouvelle halte voyageurs entre les deux.
La gare est renommée Couillet le 27 mai 1979 et déclassée en point d'arrêt non géré le 1er novembre 1983. Le choix ayant finalement été de ne pas créer une nouvelle halte mais de modifier les installations de l'ancienne gare de Couillet-Centre.

## Service des voyageurs

### Accueil
Halte SNCB, c'est un point d'arrêt non géré (PANG) à accès libre. Elle est équipée d'un automate pour l'achat de titres de transport.

### Desserte
Couillet est desservie, uniquement en semaine, par des trains Suburbains (S) de la SNCB, qui effectuent des missions sur la ligne commerciale 130 Charleroi - Namur.
La desserte comprend deux trains S61 par heure dans chaque sens : des trains S61 reliant Namur et Jambes à Charleroi-Central et des S61 reliant Namur et Jambes à Ottignies et Wavre.

### Intermodalité
Un parc pour les vélos y est aménagé.

## Comptage voyageurs
Le graphique et le tableau montrent le nombre de passagers qui en moyenne embarquent durant la semaine, le samedi et le dimanche.
| Nombre de voyageurs qui embarquent à la gare de Couillet | Nombre de voyageurs qui embarquent à la gare de Couillet | Nombre de voyageurs qui embarquent à la gare de Couillet | Nombre de voyageurs qui embarquent à la gare de Couillet |
|                                                          | Semaine                                                  | Samedi                                                   | Dimanche                                                 |
| -------------------------------------------------------- | -------------------------------------------------------- | -------------------------------------------------------- | -------------------------------------------------------- |
| 1977                                                     | 345                                                      | -                                                        | 79                                                       |
| 1978                                                     | 315                                                      | -                                                        | 76                                                       |
| 1979                                                     | 458                                                      | -                                                        | 80                                                       |
| 1980                                                     | 460                                                      | -                                                        | 59                                                       |
| 1981                                                     | 391                                                      | 82                                                       | 72                                                       |
| 1982                                                     | 257                                                      | 66                                                       | 27                                                       |
| 1983                                                     | 210                                                      | 47                                                       | 33                                                       |
| 1984                                                     | 180                                                      | 57                                                       | 47                                                       |
| 1985                                                     | 147                                                      | 20                                                       | 28                                                       |
| 1986                                                     | 73                                                       | 17                                                       | 18                                                       |
| 1987                                                     | 82                                                       | 22                                                       | 30                                                       |
| 1988                                                     | 146                                                      | 18                                                       | 20                                                       |
| 1989                                                     | 65                                                       | 11                                                       | 24                                                       |
| 1990                                                     | 60                                                       | 25                                                       | 19                                                       |
| 1991                                                     | 97                                                       | 13                                                       | 12                                                       |
| 1992                                                     | 84                                                       | 20                                                       | 14                                                       |
| 1993                                                     | 86                                                       | 12                                                       | 12                                                       |
| 1994                                                     | 96                                                       | -                                                        | -                                                        |
| 1995                                                     | 61                                                       | -                                                        | -                                                        |
| 1996                                                     | 81                                                       | -                                                        | -                                                        |
| 1997                                                     | 74                                                       | -                                                        | -                                                        |
| 1998                                                     | 42                                                       | -                                                        | -                                                        |
| 1999                                                     | 50                                                       | -                                                        | -                                                        |
| 2000                                                     | 90                                                       | -                                                        | -                                                        |
| 2001                                                     | 46                                                       | -                                                        | -                                                        |
| 2002                                                     | 47                                                       | -                                                        | -                                                        |
| 2003                                                     | 40                                                       | -                                                        | -                                                        |
| 2004                                                     | 31                                                       | -                                                        | -                                                        |
| 2005                                                     | 31                                                       | -                                                        | -                                                        |
| 2006                                                     | 32                                                       | -                                                        | -                                                        |
| 2007                                                     | 30                                                       | -                                                        | -                                                        |
| 2008                                                     | -                                                        | -                                                        | -                                                        |
| 2009                                                     | 24                                                       | -                                                        | -                                                        |
| 2010                                                     | -                                                        | -                                                        | -                                                        |
| 2011                                                     | -                                                        | -                                                        | -                                                        |
| 2012                                                     | 45                                                       | -                                                        | -                                                        |
| 2013                                                     | 33                                                       | -                                                        | -                                                        |
| 2014                                                     | 31                                                       | -                                                        | -                                                        |
| 2015                                                     | 35                                                       | -                                                        | -                                                        |
| 2016                                                     | 47                                                       | -                                                        | -                                                        |
| 2017                                                     | 48                                                       | -                                                        | -                                                        |
| 2018                                                     | 75                                                       | -                                                        | -                                                        |
| 2019                                                     | 88                                                       | -                                                        | -                                                        |
| 2020                                                     | 54                                                       | -                                                        | -                                                        |
| 2021                                                     | -                                                        | -                                                        | -                                                        |
| 2022                                                     | 123                                                      | -                                                        | -                                                        |
| 2023                                                     | 187                                                      | -                                                        | -                                                        |
| 2024                                                     | 163                                                      | -                                                        | -                                                        |